# 巴山 (九龙坡区)

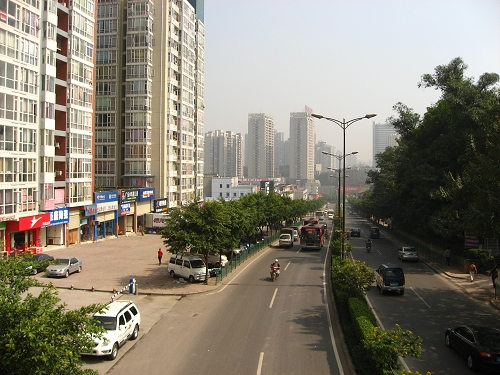
巴山街景

巴山是重庆市九龙坡区的一个地名，行政区划上属于石桥铺街道柏林村，人口约有六千人，位于石新路自石桥铺始一千八百米处，位置上靠近成渝高速公路二郎入口。巴山拥有工业、农业、服务业等产业，有一定规模的住宅区和工业区，还有较大规模的汽车配件市场和建材市场，流动人口较多，性质上属于城乡结合部。

## 历史
巴山一地原本是农业区，并不叫作“巴山”，隶属于石桥公社高庙大队柏林生产队。1958年，在三线建设的影响下，大型国有企业重庆巴山仪器厂在这里兴建，于是带动了周围的工商业发展，形成了一个较大规模的居民点，发展至今。

## 交通

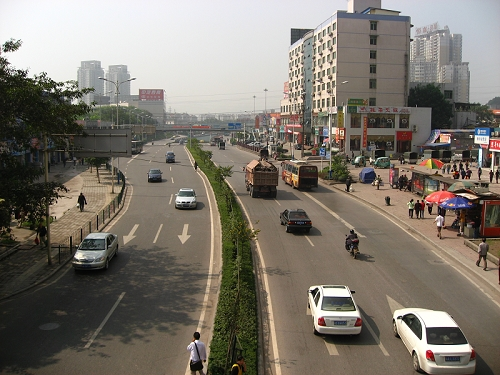
巴山街景

石新路从巴山地区通过，连接沙坪坝区凤鸣山地区，是石桥铺到沙坪坝的第二条通道。巴山靠近成渝高速公路二郎入口和二郎立交，临近高九路。

## 相关内容
- 重庆巴山仪器厂
- 三线建设